# Cavall ibèric
El cavall ibèric és un conjunt de races de cavall originàries de la península Ibèrica, que responen al prototip de cavall barroc, i la domesticació es remunta a la colonització grega. Totes aquestes tenen una sèrie de característiques més o menys comunes com: 
- Alçada mitjana. Cap raça ibèrica pura supera els 1,65 m d'alçada a la creu. Les races ibèriques oscil·len des de la mida d'una jaca o poni, com el jaco gallec, al d'un cavall normal, com el lusità.
- Coll ample i lleugerament arquejat. Aquesta característica resulta més marcada en les races de major alçada.
- Perfil convex o subconvex. En alguns tipus, recte, però mai còncau.
- Crineres espesses. Totes les races ibèriques tenen crineres espesses i ocasionalment arrissades.
- Formes arrodonides. Això, juntament amb el coll arquejat, defineix l'aspecte barroc. Totes les races ibèriques solen tenir formes arrodonides i no esveltes, amb la cua inserida baixa.
- Capa fosca, variant entre el negre i el bai. La influència de races foranes com el barbaresc i l'àrab, van canviar aquesta tendència.

## Races espanyoles

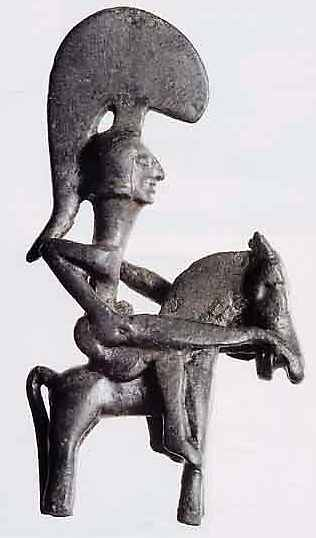
Guerrer iber a cavall.

La FAO va reconèixer el 2005 l'existència de disset races característiques de la península Ibèrica.
Les races considerades com pures, són races no resultants del producte de l'encreuament entre altres races ja existents. Les races creuades són el resultat de la selecció d'encreuaments entre dues o més races. A continuació, es mostren les races característiques espanyoles: 
- Cavall andalús: raça resultat de l'encreuament de cavalls ibèrics amb barbarescs i àrabs.
- Cavall hispanoàrab: raça resultat de l'encreuament del cavall andalús amb l'àrab.
- Cavall hispanobretó: raça resultat de l'encreuament d'eugues bretones (raça d'origen francès) amb cavalls hispans. Molt utilitzada en l'exèrcit espanyol.
- Cavall losino: raça autòctona pura de Burgos.
- Cavall de pura raça gallega: raça autòctona pura de Galícia.
- Asturcó: raça autòctona pura d'Astúries.
- Cavall monchino: raça autòctona pura de Cantàbria.
- Pottoka: raça autòctona pura del País Basc.
- Cavall mallorquí: raça autòctona pura de Mallorca. Raça reconeguda com a tal recentment.
- Cavall menorquí: raça autòctona pura de Menorca. Aquesta raça va ser reconeguda com a tal recentment.
- Cavall de Merens: igual que el pottoka, comparteix la seva distribució amb França, i per això erròniament a vegades es diu que és una raça únicament francesa.

## Races de Portugal
A continuació, es mostren les races característiques portugueses: 
- Cavall lusità: raça resultat de l'encreuament de cavalls ibèrics (possiblement Sorraia) amb berberiscos, genèticament molt proper al cavall andalús.
- Sorraia: raça autòctona, també anomenada Tarpan ibèric.
- Garrana: raça de poni o jaca autòctona pura del nord de Portugal.
- Alter Reial: raça creuada molt propera al cavall andalús i al cavall lusità.

## Races no reconegudes
Existeixen altres races encara no reconegudes oficialment o en situació dubtosa, que també s'engloben dins de les races de cavall ibèric: 
- Cavall català: l'avantpassat de les races mallorquina i menorquina, i de capa negra. Actualment extint. L'Associació del Cavall de Tir Català promou la seva recuperació a partir de les poques desenes d'animals que conserven les característiques pròpies d'aquesta raça.[2][3]
- Cavall de tir lleuger català.
- Cavall maresmenc: varietat-raça semisalvatge del cavall andalús, més tosc però amb més caràcter que aquest.
- Trotador espanyol:[2] raça desenvolupada a les Illes Balears a conseqüència de l'afició, molt localitzada a Espanya, a les curses de trotadors.
- Cavall de retuerta.